# Gabriel Zobo-Lebay
Gabriel Zobo-Lebay est un joueur de volley-ball français né le 8 janvier 1979 à Brazzaville (République du Congo). Il mesure 1,94 m et joue pointu. Il totalise 45 sélections en équipe de France.

## Clubs
| Club                    | Pays       | De        | À         |
| ----------------------- | ---------- | --------- | --------- |
| Montpellier UC          | France     | 1997-1998 | 1998-1999 |
| Bossini Montichiari     | Italie     | 1999-2000 | 1999-2000 |
| Melilla                 | Espagne    | 2000-2000 | 2000-2000 |
| CR Asti                 | Italie     | 2000-2001 | 2000-2001 |
| Codeyeco Santa Croce    | Italie     | 2001-2002 | 2001-2002 |
| CR Asti                 | Italie     | 2002-2003 | 2002-2003 |
| Montpellier UC          | France     | 2003-2004 | 2005-2006 |
| Playeros San-Juan       | Porto Rico | jul 2004  | 2004-2005 |
| PAOK Salonique          | Grèce      | juin 2006 | déc 2006  |
| Tours Volley-Ball joker | France     | déc 2006  | 2006-2007 |
| Saydia Sports           | Tunisie    | 2007-2008 | 2007-2008 |
| Generali Haching        | Allemagne  | 2008-2009 | jan 2009  |
| Apollon Kalamarias      | Grèce      | jan 2009  | 2009-2010 |
| FC Tokyo VB             | Japon      | 2010-2011 | …         |

## Palmarès
- Championnat du monde masculin de volley-ball des moins de 21 ans 
  - Finaliste : 1999

## Du Volley au MMA
Gabriel Zobo Lebay se lance dans le MMA le 22.06.2013 au Japon.
Il participe au VTJ (Vale Tudo Japan) 2nd où il affronte en Light Heavyweight (98 kg) le Brésilien Lucas Tani. Son premier combat se solde par une victoire par décision à la fin du troisième et dernier round.
(source: Sherdog)